# Clonfert

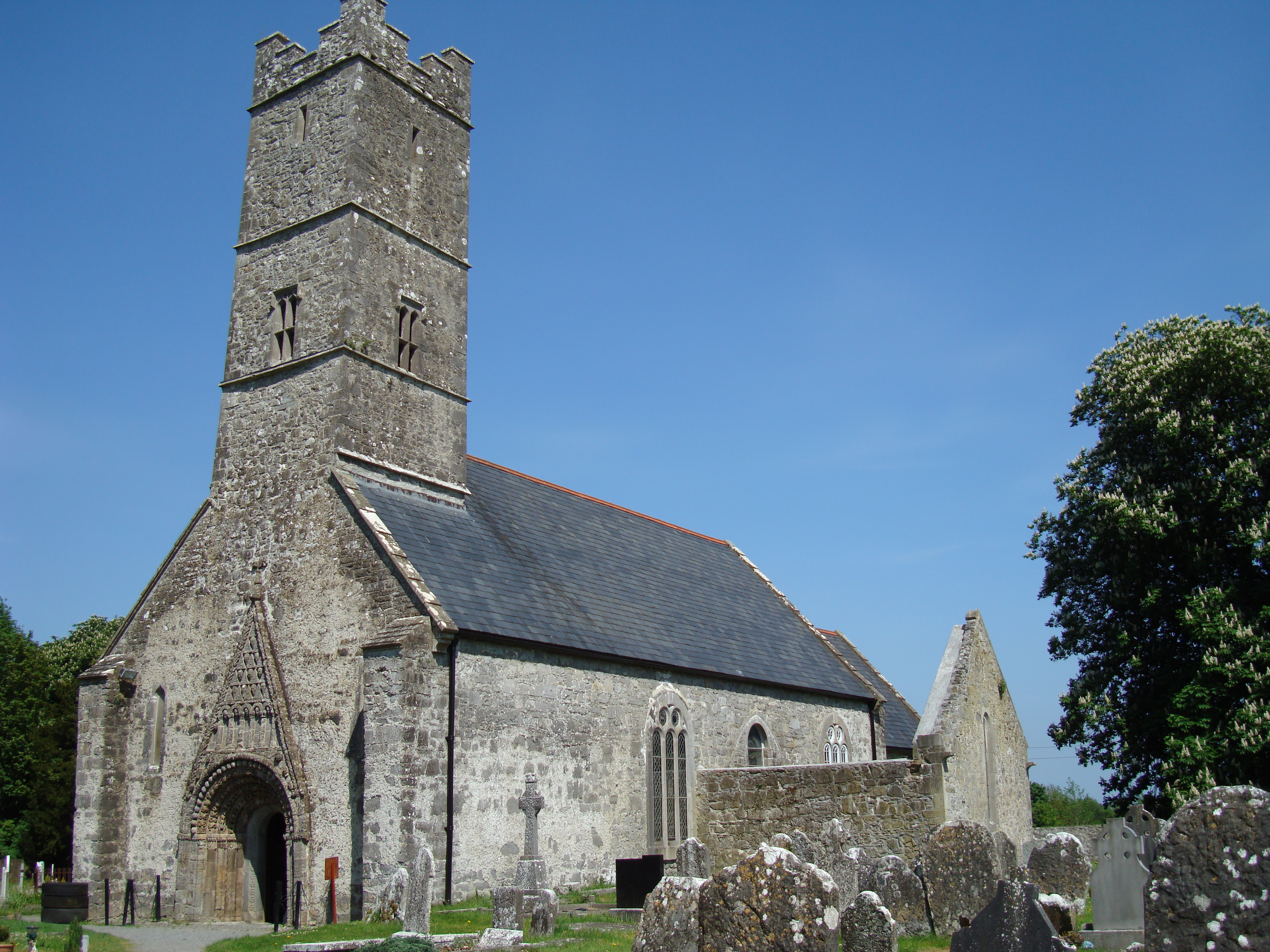
La Catedral de Clonfert

Clonfert (Irlandés: Cluain Fearta) es una aldea ubicada en el este del condado de Galway, Irlanda. Está situado en el punto medio entre Ballinasloe y Portumna. El pueblo da su nombre a la Diócesis de Clonfert. La catedral de Clonfert es una de ocho catedrales de la Iglesia de Irlanda, Diócesis de Limerick y Killaloe.
La catedral de Diócesis católica de Clonfert se encuentra en Loughrea. Posee el santuario de Nuestra Señora de Clonfert. Hay tres iglesias en este parroquia: San Brendan de Eyrecourt, San Francisco de Meelick, y Clonfert. Su cura actual (en 2022) es Fr. Declan McInerney y su obipso Michael Duignan.